# Гемофильная палочка
Гемофильная палочка, палочка Пфайффера, (ошибочно «палочка инфлюэнцы») (лат. Haemophilus influenzae) — вид грамотрицательных неподвижных патогенных бактерий семейства Pasteurellaceae, возбудитель бактериальной пневмонии и других гемофильных («любящих кровь») инфекционных болезней человека. Первоначально ошибочно описана в 1892 году немецким бактериологом Рихардом Пфайффером (нем. Richard Pfeiffer, 1858—1945) как возбудитель «инфлюэнцы» (гриппа).
Палочка Пфайффера — первый свободноживущий организм, чей геном был полностью секвенирован (Fleischmann и др. 1995).

## Биологические свойства

### Морфология
Мелкая (0,3—0,5 × 0,2—0,3 мкм) неподвижная коккобацилла, располагается одиночно, попарно и скоплениями, образует капсулу. Жгутиков не имеет, слабо прокрашивается анилиновыми красителями.

### Культуральные свойства
Хемоорганогетеротроф, факультативный анаэроб. Образует маленькие, непрозрачные плоские колонии на средах, содержащих прогретую кровь (кровяной агар только с лошадиной или кроличьей кровью, шоколадный агар, Колумбийский агар и среда Левенталя обогащённые гемоглобином), не растёт на простых питательных средах, не содержащих кровь. Для жизнедеятельности необходимы факторы роста X и V, зависимость от которых является систематическим признаком. Сбраживает глюкозу с образованием кислоты. Образует колонии S- и R- типа. Гладкие колонии S- типа образуются H. influenzae типа b, образующих капсулу.
Для гемофильных бактерий характерен так называемый феномен кормушки или сателлита, который проявляется в их способности расти на кровяном агаре вокруг колоний стафилококков или других бактерий, продуцирующих НАД или вызывающих гемолиз. Для самих гемофильных палочек, способность вызывать гемолиз не характерна. Мелкие радужные колонии гемофильных бактерий могут быть обнаружены на кровяном агаре только в зоне гемолиза, образуемой другими микроорганизмами, например стафилококками.

### Геном
Геном H. influenzae штамма Rd был первым геномом свободноживущего организма, который был полностью секвенирован в 1995 году и опубликован в журнале Science. Микроб был выбран потому что нобелевский лауреат Хамилтон Отанел Смит долгое время работал с этим микроорганизмом и мог предоставить высококачественные библиотеки клонированной ДНК. Геном представлен кольцевой двуцепочечной молекулой ДНК размером 1830138 п.н. и содержит 1789 гена, из которых 1657 кодируют белки, процент % Г+Ц пар составляет 38 %.

### Антигенные свойства
H. influenzae разделяют на 6 серотипов — a, b, c, d, e и f. Штаммы серотипа b вызывают наиболее тяжело протекающие инфекции.

## Патология
Первоначально H. influenzae идентифицировали как возбудителя гриппа, после установления вирусной природы гриппа (1933 г.) обнаружилось, что микроб является одним из возбудителей пневмонии, менингита, эпиглоттита, заболеваниям подвержены дети в возрасте до 3 лет, а также взрослые с ослабленным иммунитетом. Ассоциирован с перикардитом, целлюлитом, остеомиелитом и септическим артритом. H. influenzae поражает только людей. Капсула является фактором патогенности и защищает микроорганизм от действия иммунной системы человека.